# Oxytropis yunnanensis
Oxytropis yunnanensis är en ärtväxtart som beskrevs av Adrien René Franchet. Oxytropis yunnanensis ingår i släktet klovedlar, och familjen ärtväxter. Inga underarter finns listade i Catalogue of Life.